# Naoki Satō
Naoki Satō (佐藤 直紀, Satō Naoki) est un compositeur japonais né le 2 mai 1970. Diplômé du Conservatoire de musique de Tokyo, il est surtout connu pour son travail pour des séries anime. Il a composé la musique de cérémonie de remise des médailles pour les Jeux Olympiques 2020 de Tokyo.

## Œuvres
- Assassination Classroom (musique)
- Catnapped! The Movie (musique)
- Eureka Seven (musique)
- Fire Boys (musique)
- Futari wa Pretty Cure Max Heart (thèmes des génériques de début et fin)
- Good Luck (musique, 2003)
- H2 ~ Kimi to itahibi (musique)
- Heroic Age (musique)
- Kita e ~Diamond Dust Drops~ (musique)
- Mouse (musique)
- Neon Genesis Evangelion: The End of Evangelion (collaboration en production)
- Orange Days (musique, 2004)
- Pretty Cure (musique)
- Street Fighter 2 V (superviseur d'animation pour le premier épisode)
- 海猿 Umizaru Evolution Ost (musique, 2005)
- Waterboys (drame, musique, 2003)
- X OAV et X TV, (musique, arrangement des génériques de début et fin)
- Mukoh Hadan : Sword of The Stranger (musique)
- Ryōmaden (jdrama, musique, 2010)
- Stand by Me Doraemon (musique)
- 2017 : Honnōji Hotel (musique)
- 2019 : The Great War of Archimedes (musique)
- 2023 : Godzilla Minus One (ゴジラ-1.0, Gojira Mainasu Wan?) de Takashi Yamazaki